# 호세 마친
호세 은동 마친 디콤보(스페인어: José Ndong Machín Dicombo, 1996년 8월 14일 ~ )는 적도 기니 국가대표팀과 세리에 A 클럽 몬차에서 공격형 미드필더로 활약하고 있는 적도 기니의 축구 선수이다.

## 구단 경력

### 초기 경력
적도 기니의 바타에서 태어난 마친은 스페인으로 건너가 타라고나의 라 플로레스타에서 유소년 생활을 시작했다. 2004년 중반, 그는 바르셀로나 유소년 팀에 합류했고, 그 다음 네 시즌 동안 그곳에 머물렀다. 라 플로레스타로 1년간 돌아온 후, 마친은 캄브릴스 , 짐나스틱 데 타라고나, 말라가에서 활동했다.
마친은 2014-15 테르세라 디비시온에서 아틀레티코 말라게뇨 소속으로 2경기를 뛰었고, 2-0으로 이긴 비야카릴로와 과딕스와의 안방 경기에서 후반 교체로 출전했다.

### 페스카라
2018년 1월, 마친은 페스카라로 임대되었고, 페스카라는 2018년 7월 1일에 바이아웃 옵션을 초과했다.

### 파르마
2019년 1월 31일, 그는 250만 유로의 구매 의무를 지고 파르마에 임대로 합류했다. 2019년 8월 31일, 그는 전 세리에 B의 페스카라에 2020년 6월 30일까지 임대로 합류했다. 그는 시즌 전반기에 세리에 B 20경기에 출전해 7골을 넣었다.

## 국가대표팀 경력
적도 기니 출신인 그는 어린 나이에 스페인으로 건너가 이중 국적을 취득했다. 그는 모국을 대표하는 선수로 선택했고, 2015년 11월 12일 모로코와의 경기에서 후반 교체로 들어가 적도 기니 국가대표팀으로 합류해 데뷔했다.

## 사생활
바르셀로나에 입단한 지 몇 달 후, 마친은 라이벌인 레알 마드리드의 팬임을 고백했다.